# Esme mudiensis
Esme mudiensis är en trollsländeart som beskrevs av Fraser 1931. Esme mudiensis ingår i släktet Esme och familjen Protoneuridae. IUCN kategoriserar arten globalt som otillräckligt studerad. Inga underarter finns listade i Catalogue of Life.